# قرمونة

شعار مدينة قرمونة

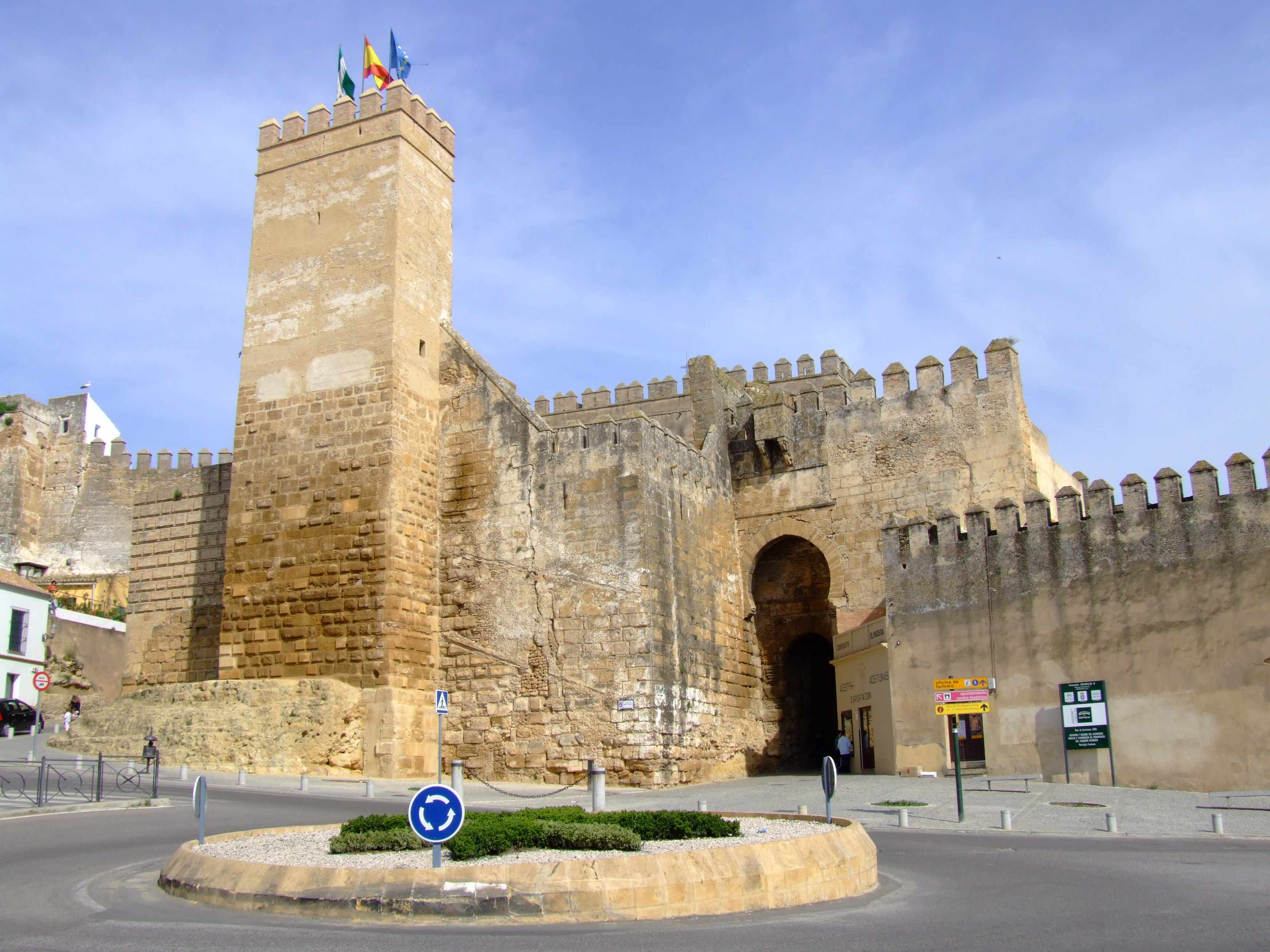
باب إشبيلية بحصن قرمونة

قَرْمُونَة (بالإسبانية: Carmona)‏ مدينة بمقاطعة إشبيلية من منطقة الأندلس ذاتية الحكم بجنوب إسبانيا.

## التاريخ
كانت مقرا لإمارة إباضية في العهود الإسلامية بالأندلس، فقد اتخذها بنو برزال مقرا لهم.

## أعلام
- أندريس خيمينيز
- خوان غراندي رومان
- خافيير راميريز
- ألونسو مارموليخو
- عبد الله بن إسحاق البرزالي